# Библиографическая комиссия ВУАН
Библиографи́ческая коми́ссия ВУА́Н  — научно-исследовательское учреждение при Всеукраинской академии наук (ВУАН), обеспечивающее подготовку, распространение и использование библиографической информации.

## Общие сведения
Библиографическая комиссия ВУАН основана в апреле 1927 году. Её председателем стал академик М. Птуха, секретарём — М. Сагарда. Задачей комиссии было создание исчерпывающего всеукраинского библиографического перечня.

## Деятельность комиссии
11-14 апреля 1927 года состоялся пленум Библиографической комиссии ВУАН. Его материалы были опубликованы в «Библиографическом сборнике». Они включали работы по следующим темам: библиографическое описание титульных листов; анонимы и псевдонимы в общей и украинской библиографии; задачи библиографии украинской периодики; библиография украинской библиографии; инструкции и план работы над составлением украинского библиографического перечня XVI—XVII веков и др.
Кроме того, в 1928 году Была создана и принята анкета генерального учёта библиографической работы на Украине.